# Lotta greco-romana ai Giochi della XVII Olimpiade - Pesi piuma
La competizione della categoria pesi piuma (fino a 62 kg) di lotta greco-romana dei Giochi della XVII Olimpiade si è svolta dal 26 al 31 agosto 1960 alla Basilica di Massenzio a Roma.

## Formato
Ad ogni incontro venivano assegnate le seguenti penalità:
- 0 = Al vincitore per schienata
- 1 = Al vincitore ai punti
- 2 = In caso di pareggio
- 3 = Allo sconfitto ai punti
- 4 = Allo sconfitto per schienata

Con sei penalità o più il lottatore veniva eliminato.

## Risultati
| Legenda                                  | Legenda |
| ---------------------------------------- | ------- |
| Lottatore con 6 penalità o più Eliminato |         |

### 1º Turno
Si è disputato il 26 agosto
| Vincitore              | Pen. | Risultato | Sconfitto             | Pen. |
| ---------------------- | ---- | --------- | --------------------- | ---- |
| Lee Allen              | 0    | Schienata | José António Gregório | 4    |
| Hossein Ebrahimian     | 1    | Ai punti  | Rauno Mäkinen         | 3    |
| Elie Naasan            | 1    | Ai punti  | Joseph Schmid         | 3    |
| Vojtech Tóth           | 0    | Schienata | Jean Schintgen        | 4    |
| Mihai Șulț             | 0    | Schienata | Don Cacas             | 4    |
| Moustafa Hamil Mansour | 1    | Ai punti  | Spas Penev            | 3    |
| Leif Freij             | 1    | Ai punti  | Masatoshi Takahira    | 3    |
| Müzahir Sille          | 1    | Ai punti  | Gottlieb Neumair      | 3    |
| Rudolf Pedersen        | 1    | Ai punti  | Kazimierz Macioch     | 3    |
| Umberto Trippa         | 1    | Ai punti  | Roger Mannhard        | 3    |
| Konstantin Vyrupaev    | 2    | = Pari =  | Hans Marte            | 2    |
| Imre Polyák            | 0    | Schienata | Vojislav Gološin      | 4    |
| Rahal Mahassine        | 0    | Esentato  |                       |      |

### 2º Turno
Si è disputato il 27 agosto
| Vincitore              | Pen. | Risultato | Sconfitto             | Pen. |
| ---------------------- | ---- | --------- | --------------------- | ---- |
| Hossein Ebrahimian     | 1    | Schienata | José António Gregório | 8    |
| Lee Allen              | 1    | Ai punti  | Rahal Mahassine       | 3    |
| Rauno Mäkinen          | 4    | Ai punti  | Joseph Schmid         | 6    |
| Spas Penev             | 4    | Ai punti  | Leif Freij            | 4    |
| Gottlieb Neumair       | 3    | Schienata | Masatoshi Takahira    | 7    |
| Moustafa Hamil Mansour | 1    | Schienata | Don Cacas             | 8    |
| Mihai Șulț             | 0    | Schienata | Jean Schintgen        | 8    |
| Vojtech Tóth           | 2    | = Pari =  | Elie Naasan           | 3    |
| Umberto Trippa         | 2    | Ai punti  | Hans Marte            | 5    |
| Müzahir Sille          | 2    | Ai punti  | Kazimierz Macioch     | 6    |
| Roger Mannhard         | 3    | Schienata | Rudolf Pedersen       | 5    |
| Konstantin Vyrupaev    | 2    | Schienata | Vojislav Gološin      | 8    |
| Imre Polyák            | 0    | Esentato  |                       |      |

### 3º Turno
Si è disputato il 29 agosto
| Vincitore           | Pen. | Risultato | Sconfitto              | Pen. |
| ------------------- | ---- | --------- | ---------------------- | ---- |
| Hossein Ebrahimian  | 2    | Ai punti  | Lee Allen              | 4    |
| Imre Polyák         | 0    | Schienata | Rahal Mahassine        | 7    |
| Umberto Trippa      | 2    | Schienata | Rudolf Pedersen        | 9    |
| Spas Penev          | 5    | Ai punti  | Gottlieb Neumair       | 6    |
| Müzahir Sille       | 2    | Schienata | Leif Freij             | 8    |
| Mihai Șulț          | 1    | Ai punti  | Elie Naasan            | 6    |
| Vojtech Tóth        | 3    | Ai punti  | Moustafa Hamil Mansour | 4    |
| Hans Marte          | 6    | Ai punti  | Roger Mannhard         | 6    |
| Konstantin Vyrupaev | 2    | Esentato  |                        |      |
|                     |      | Ritirato  | Rauno Mäkinen          | 8    |

### 4º Turno
Si è disputato il 30 agosto
| Vincitore          | Pen. | Risultato | Sconfitto              | Pen. |
| ------------------ | ---- | --------- | ---------------------- | ---- |
| Imre Polyák        | 1    | Ai punti  | Konstantin Vyrupaev    | 5    |
| Vojtech Tóth       | 4    | Ai punti  | Lee Allen              | 7    |
| Hossein Ebrahimian | 3    | Ai punti  | Mihai Șulț             | 4    |
| Müzahir Sille      | 2    | Schienata | Moustafa Hamil Mansour | 8    |
| Umberto Trippa     | 3    | Ai punti  | Spas Penev             | 8    |

### 5º Turno
Si è disputato il 30 agosto
| Vincitore           | Pen. | Risultato | Sconfitto          | Pen. |
| ------------------- | ---- | --------- | ------------------ | ---- |
| Konstantin Vyrupaev | 5    | Schienata | Hossein Ebrahimian | 7    |
| Imre Polyák         | 2    | Ai punti  | Vojtech Tóth       | 7    |
| Mihai Șulț          | 5    | Ai punti  | Müzahir Sille      | 5    |
| Umberto Trippa      | 3    | Esentato  |                    |      |

### 6º Turno
Si è disputato il 30 agosto
| Vincitore           | Pen. | Risultato | Sconfitto      | Pen. |
| ------------------- | ---- | --------- | -------------- | ---- |
| Imre Polyák         | 3    | Ai punti  | Mihai Șulț     | 8    |
| Konstantin Vyrupaev | 6    | Ai punti  | Umberto Trippa | 6    |
| Müzahir Sille       | 5    | Esentato  |                |      |

### Turno finale
Si è disputato il 30 agosto
| Vincitore     | Pen. | Risultato | Sconfitto   | Pen. |
| ------------- | ---- | --------- | ----------- | ---- |
| Müzahir Sille |      | Ai punti  | Imre Polyák |      |

## Classifica finale
| Pos.    | Atleta                 | Nazione          |
| ------- | ---------------------- | ---------------- |
| Oro     | Müzahir Sille          | Turchia          |
| Argento | Imre Polyák            | Ungheria         |
| Bronzo  | Konstantin Vyrupaev    | Unione Sovietica |
| 4       | Umberto Trippa         | Italia           |
| 5       | Mihai Șulț             | Romania          |
| 6       | Hossein Ebrahimian     | Iran             |
| 6       | Vojtech Tóth           | Cecoslovacchia   |
| 8       | Lee Allen              | Stati Uniti      |
| 9       | Moustafa Hamil Mansour | Rep. Araba Unita |
| 10      | Spas Penev             | Bulgaria         |
| 11      | Elie Naasan            | Libano           |
| 11      | Gottlieb Neumair       | Germania         |
| 11      | Roger Mannhard         | Francia          |
| 11      | Hans Marte             | Austria          |
| 15      | Rahal Mahassine        | Marocco          |
| 16      | Leif Freij             | Svezia           |
| 17      | Rudolf Pedersen        | Danimarca        |
| 18      | Rauno Mäkinen          | Finlandia        |
| 19      | Joseph Schmid          | Svizzera         |
| 19      | Kazimierz Macioch      | Polonia          |
| 21      | Masatoshi Takahira     | Giappone         |
| 22      | José António Gregório  | Portogallo       |
| 22      | Jean Schintgen         | Lussemburgo      |
| 22      | Don Cacas              | Australia        |
| 22      | Vojislav Gološin       | Jugoslavia       |